# Cursorius cursor

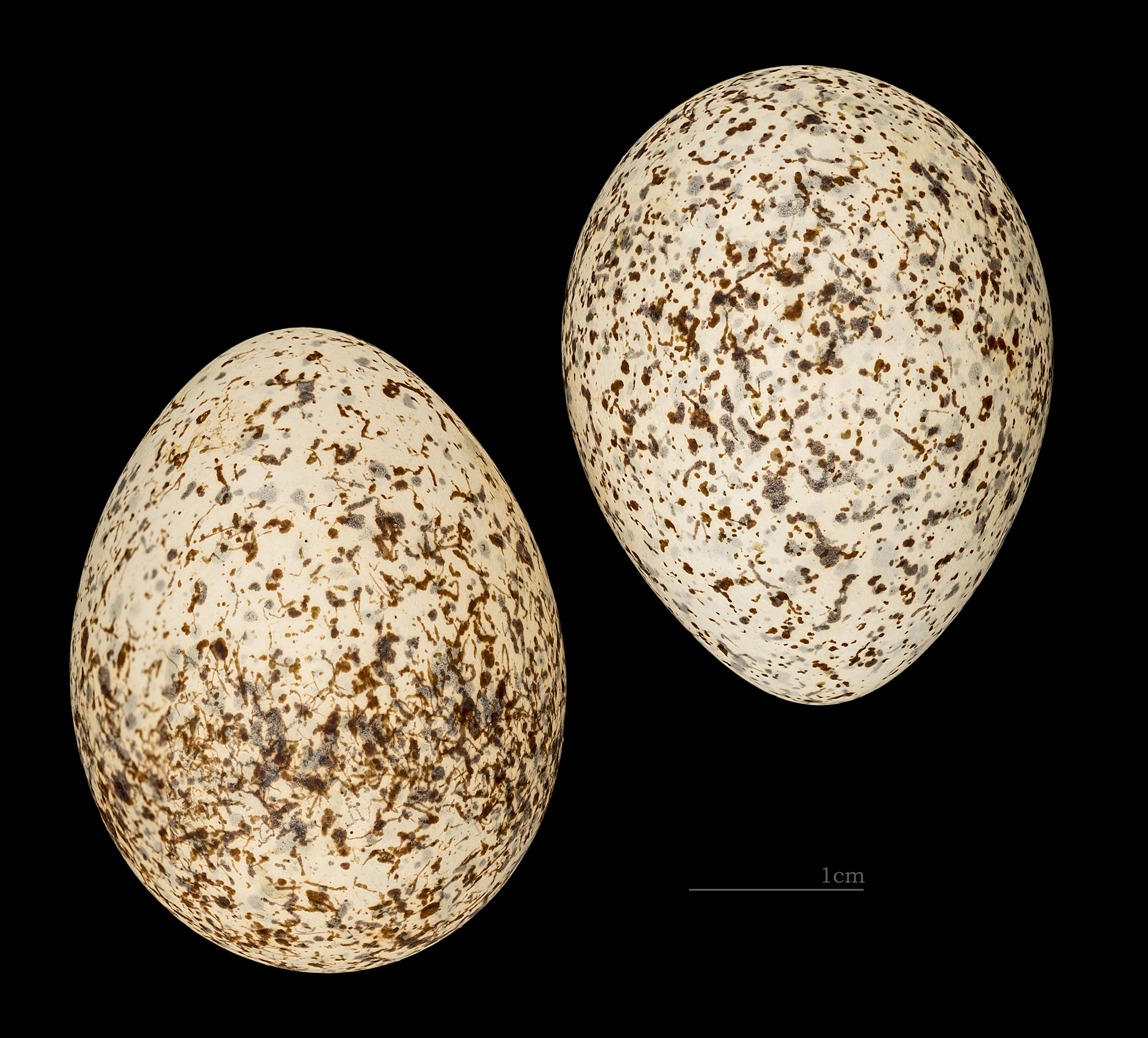
Cursorius cursor

Il corrione biondo (Cursorius cursor, Latham 1787) è un uccello della famiglia Glareolidae.

## Sistematica
Cursorius cursor ha cinque o sei sottospecie:
- C. cursor bannermani
- C. cursor bogolubovi
- C. cursor cursor
- C. cursor dahlakensis
- C. cursor exsul
- C. cursor somalensis, considerato da alcuni autori come specie separata (Corrione di Somalia, Cursorius somalensis, Shelley 1885) con due sottospecie:
  - C. somalensis littoralis
  - C. somalensis somalensis

## Distribuzione e habitat
Questo corrione vive in Africa a nord dell'equatore, dal Marocco al Kenya, e a sud, tra Angola e Sudafrica; in Medio Oriente, nelle ex repubbliche russe, fino all'India. È di passo nell'Europa occidentale e settentrionale, nonché nel Mediterraneo e in tutta Italia.